# Película de 16 mm

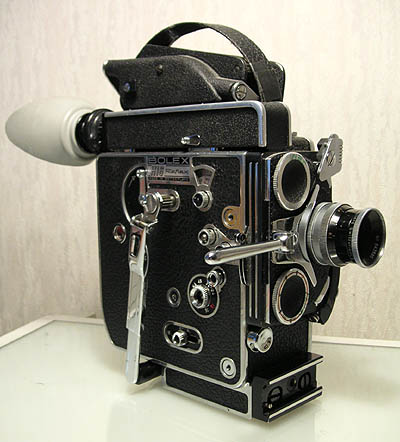
Cámara de 16 mm

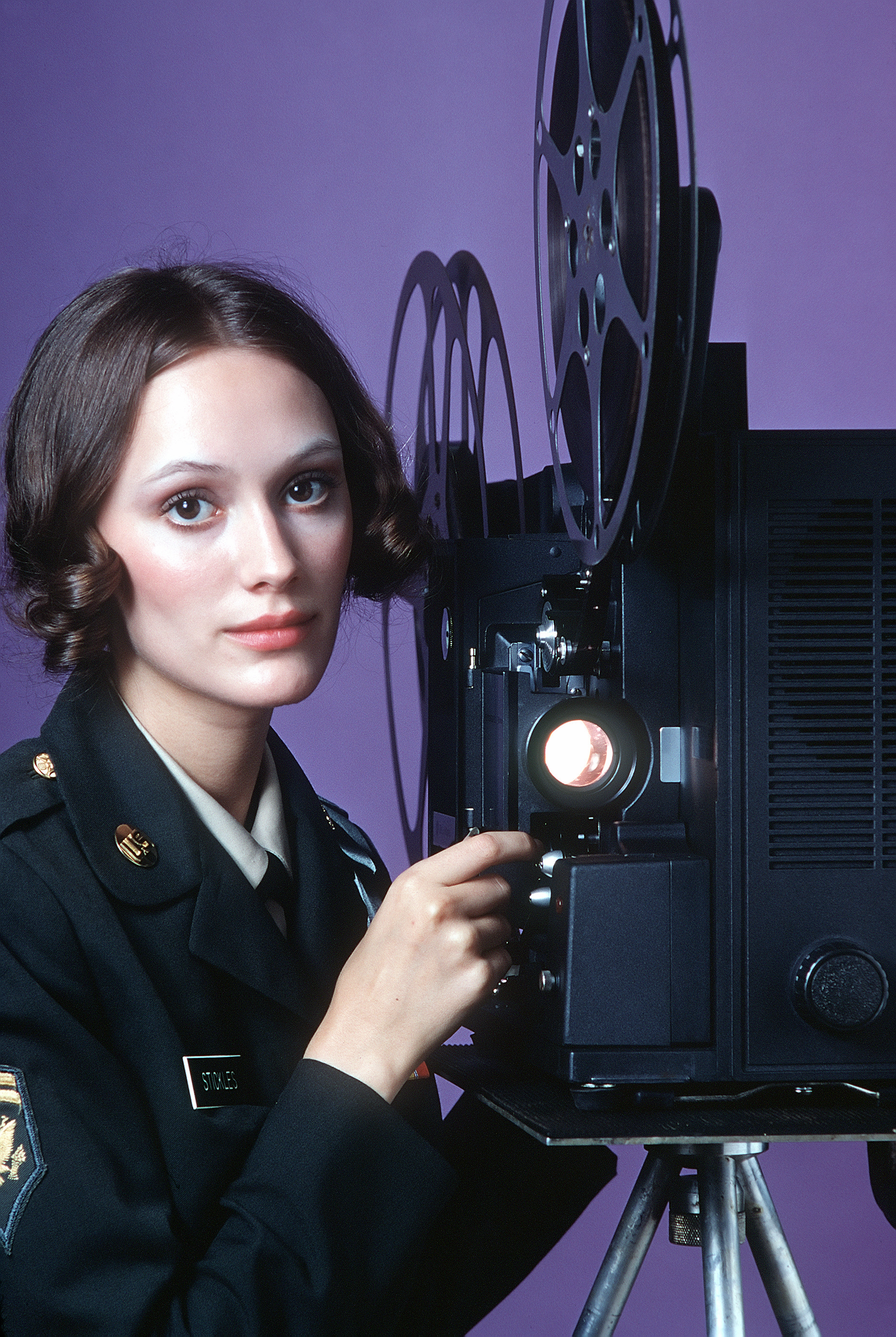
Proyector del Ejército de Estados Unidos

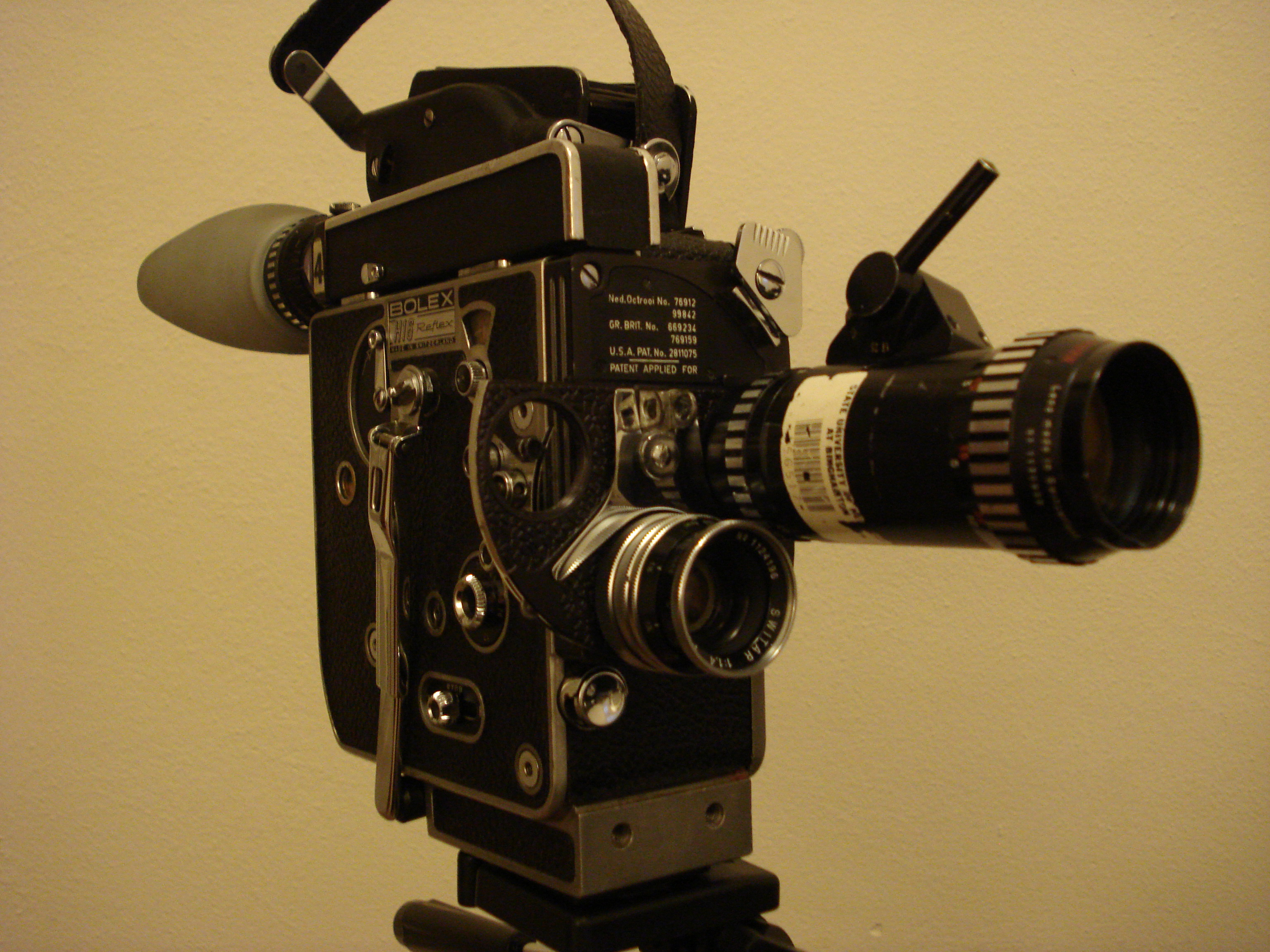
Filmadora Bolex de 16 mm

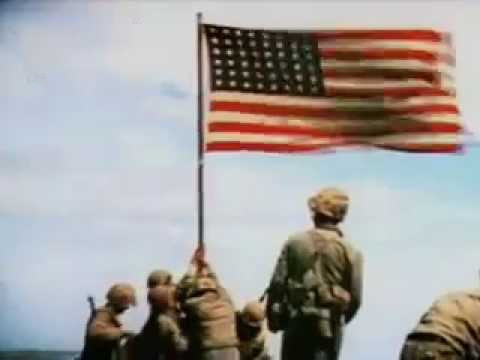
Imagen famosa captada con una cámara filmadora de 16 mm

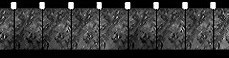
Película de 16 mm

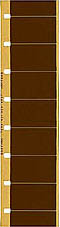
Película Super 16 mm

La película de 16 mm es un formato de película cinematográfica con un ancho de 16 mm.

## Historia
El formato fue introducido por Eastman Kodak en 1923 como una alternativa económica al formato convencional de 35 mm.
Como fue pensada para los aficionados, la película de 16 mm fue uno de los primeros formatos en usar acetatos de película de seguridad como base, y Kodak nunca fabricó película de nitrato para este formato, debido a la alta flamabildad de la base de nitrato. Posteriormente se sustituyó la base de acetato por poliéster, mucho más eficaz.
El formato silente (silencioso) de 16 mm fue inicialmente enfocado a quienes realizaban películas caseras, sin embargo hacia los años 1930 se empezó a utilizar en proyectos educativos. La adición de las banda de sonido óptico y más importante aún la película de color (Kodachrome) dieron un gran impulso al uso del formato.
El formato fue usado ampliamente durante la Segunda Guerra Mundial por lo que hubo una gran expansión de compañías de filmación durante los años de la postguerra. Películas gubernamentales, de negocios, de medicina y de industria crearon una extensa red de profesionales de la filmación en 16 mm e industrias de servicios relacionados en los años 50 y 60.
La llegada de la televisión también ayudó al incremento del uso de la película de 16 mm, inicialmente por sus ventajas en costos y facilidad de transportarse. Mientras el uso profesional del formato crecía, el mercado de películas caseras se inclinaba cada vez más hacia el uso del aún más económico formato de películas de 8 mm y super 8 mm.

## Evolución de la producción
La película de 16 mm también se usó extensivamente para la producción televisiva en países donde la economía hizo el uso de la película de 35 mm demasiado caro. La cinta de vídeo digital ha hecho incursiones significativas en la producción televisiva, incluso a la magnitud que en algunos países, 16 mm (así como 35 mm) es considerado obsoleto como un formato de producción por las televisoras.
No obstante, todavía es extenso su uso en proporción Súper 16 (vea debajo) por la programación de alta calidad en Estados Unidos y el Reino Unido. Los documentales y cortos producidos independientemente (principalmente evocados para su uso en la televisión) todavía pueden filmarse en película. Además los creadores de documentales frecuentemente acostumbrarán cámaras que usen mecanismo para la película en 16 mm para filmar escenas en climas extremos.

## Estándares de formato
La película de doble perforación de 16 mm tiene perforaciones bajo ambos lados a cada línea del marco. La película de perforación sencilla tiene solo perforaciones en un lado de la película. El área del cuadro de 16 mm regular tiene una proporción de aspecto cerca del 1,33, y las impresiones de película de 16 mm usan perforaciones sencillas para que haya espacio para una banda sonora monofónica donde estarían las perforaciones del otro lado del negativo. El equipo y películas de doble diente de 16 mm han sido lentamente desplazado por Kodak, para que solo equipos y películas de perforación sencilla sean usados tanto como 16 mm regular así como Súper 16, que requieren forzosamente perforación sencilla.
Hoy, la mayoría de estos usos ha sido reemplazado por los vídeos, la película de 16 mm es usada principalmente por directores de cine independientes conscientes del presupuesto. Las variantes llamadas comúnmente Súper 16 mm, Súper 16, o 16 mm Tipo W usan película de un solo diente, y se aprovecha del espacio extra para una área extendida del cuadro con una proporción del aspecto más ancha de 1,67.
Las cámaras Súper 16 normalmente son cámaras de 16 mm que tienen la verja de la película y vidrio a piso en el viewfinder modificado para el marco más ancho. Subsecuentemente Súper 16 toma el espacio originalmente reservado para la banda sonora, las tomas de películas en este formato pueden ser exportados por impresión óptica a cinta de 35 mm para la proyección. Sin embargo, con el reciente desarrollo de workflows intermedio digital, es ahora posible "digitalmente exportar" a 35 mm con virtualmente ninguna pérdida de calidad (dada la digitalización de alta calidad).

### Formato Súper 16
Hay una variación llamada "Ultra-16" donde la imagen cae entre la perforación que usa dimensiones del marco de 11,66 mm x 6,15 mm. La razón de la llegada de esto es porque el formato Súper-16 puede poner limitaciones graves en el uso de lentes. Las lentes tradicionales de 16 mm tienden al viñeteado, o corta las esquinas de las imágenes en cámaras Súper-16.
Además es caro modificar una cámara estándar de 16mm a Súper-16, así una persona bastante ingeniosa (pero anónima) cortó la verja de una cámara estándar de 16 mm más ancha para exponer la imagen en el área entre las perforaciones. Esto da la ventaja de una imagen más ancha de lo regular en 16 mm pero los estándares ópticos de 16 mm pueden ser usados.

## Uso moderno
Los dos proveedores mayores de película de 16 mm hoy en día son Kodak y Fujifilm. La película de 16 mm es todavía hoy usada en televisión, como ejemplo en las series Hallmark Hall of Fame anthology y The O.C. en Estados Unidos.
En el Reino Unido, el formato es todavía sumamente popular para los dramas y anuncios; de hecho, la BBC tiene una parte grande en la historia del formato. Ellos trabajaron extensivamente con Kodak en los años cincuenta y sesenta para llevar la película de 16 mm a un nivel profesional, desde que la BBC necesitó soluciones de producciones portátiles más baratas manteniendo la calidad más alta que se ofreció en el momento, cuando el formato era casi exclusivamente para cineastas aficionados.
Hoy el formato también se usa frecuentemente para las películas de estudiantes, mientras el uso en documental casi ha desaparecido. Con la llegada de HDTV, la película Súper-16 se usa todavía para algunas producciones destinadas para HD.
Algunas características teatrales de bajo presupuesto se filman en Súper-16 como "Chasing Amy"; irónicamente, gracias a los adelantos en la película (películas de stock) y la tecnología digital (DI) el formato parece haber sido visto como una opción revitalizada. Por ejemplo, "Vera Drake" se filmó en película de Súper 16 mm, digitalmente escaneada a una alta resolución, editada y el color se graduó, y entonces se imprimió en película de 35 mm vía un grabador de película láser. Debido al proceso digital, la calidad de la impresión final en 35 mm es lo bastante alta para engañar a menudo a los profesionales en pensar que se filmó en 35 mm.
En el Reino Unido la mayor parte de la fotografía para televisión se filmó en 16 mm de los años sesenta hasta los años ochenta, cuando el desarrollo de cámaras de la televisión más portátiles y máquinas de vídeo cintas llevaron al vídeo a que reemplazara las cintas de 16 mm en muchos casos. Algunos dramas y documentales se filmaron completamente en 16 mm, notablemente "Brideshead Revisited", "La Joya en la Corona", "La Ascensión de Hombre" y "Vida en la Tierra". El advenimiento de la televisión digital y el widescreen llevó al uso frecuente de cintas Súper 16. Sin embargo, las mejoras en la propia cinta han producido una mejora dramática en calidad del cuadro desde los años setenta.
La ganadora del premio de la Academia "Leaving Las Vegas" (1995) se filmó en 16 mm.

## Cámaras

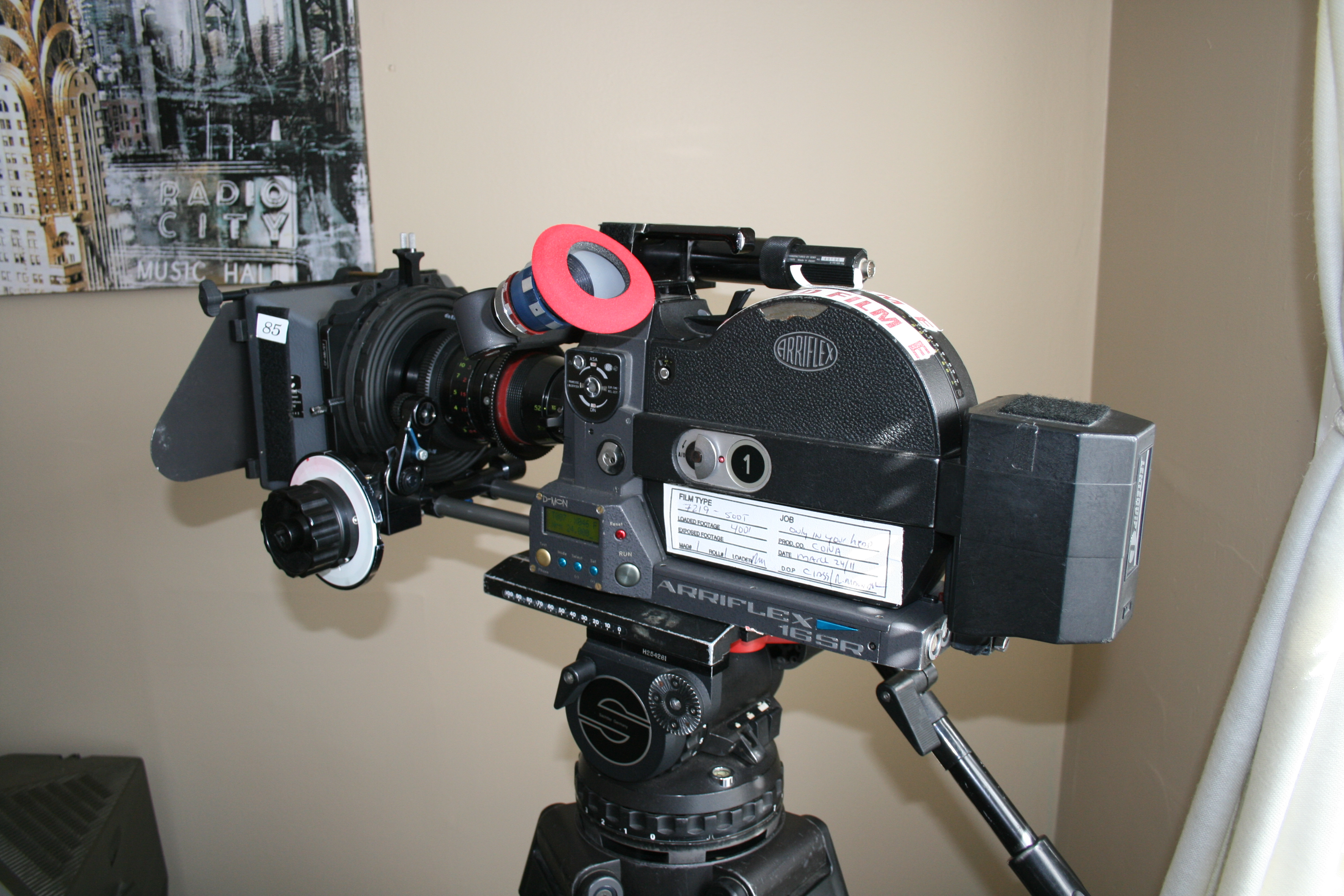
Cámara de 16mm

### Cámaras profesionales
La Arriflex SR3, es una cámara de 16 mm y Súper 16 muy popular y común en la industria.
Hoy, la industria profesional tiende usar cámaras de 16 mm de Arri y Aaton, notablemente la Arri SR3, Arri 416, y el Aaton XTRprod. Recientemente Aaton lanzó la A-Mínima, que es del tamaño de una cámara digital y se ha usado para las filmaciones especiales que requieren cámaras más pequeñas o más versátiles. Photo Sonics tienen cámaras de 16 mm de velocidad sumamente altas, que pueden subir a 10 000 marcos por segundo. Panavisión tiene un modelo raramente visto conocido como "el Elaine" el cual parece estar haciendo un poco de retroceso.

### Cámaras para aficionados
Para el aficionado y el estudiante es más económico usar los modelos más viejos de Arri y Aaton, así como Auricon, Beaulieu, Böwe Bell & Howell, Bolex,  Canon, Cinema Products, Eclair, Mitchell y otras.

## Especificaciones técnicas
- 40 cuadros por pie (7,6 mm por cuadro)
- 400 pies (122 metros) = alrededor de 11 minutos 24 cuadros/s
- pulldown vertical

16 mm
- 1.33 relación de aspecto
- Relación de aumento de 1:4.58 por impresiones de 35 mm (Formato de Academia)
- ‘‘Apertura de cámara: 0,404 por 0,295" (10,26 por 7,49 mm)
- ‘‘Apertura de proyector (completo 1.33): 0,378 por 0,276" (9,60 por 7,01 mm)
- ‘‘Apertura de proyector (1.85): 0,378 por 0,205" (9,60 por 5,20 mm)
- ‘‘Apertura de estación de TV: 0,380 por 0,286" (9,65 por 7,26 mm)
- ‘‘Transmisión de TV: 0,368 por 0,276" (9,34 por 7,01 mm)
- ‘‘Acción segura de TV: 0,331 por 0,248" (8,40 por 6,29 mm); radii de esquina: 0,066" (1,67 mm)
- ‘‘Títulos seguros de TV: 0,293 por 0,221" (7,44 por 5,61 mm); radii de esquina: 0,058" (1,47 mm)
- 1 perforación por cuadro (puede ser también doble perforación, una de cada lado)

Súper 16
- 1.66 relación de aspecto
- ‘‘Apertura de cámara: 0,493 por 0,292" (12,52 por 7,41 mm)
- ‘‘Apertura de proyector (completo 1.66): 0,463 por 0,279" (11,76 por 7,08 mm)
- ‘‘Apertura de proyector (1.85): 0,463 por 0,251" (11,76 por 6,37 mm)
- 1 perforación por cuadro, siempre de perforación sencilla

Ultra 16
- 1.89 relación de aspecto
- ‘‘Apertura de cámara: 0,459 por 0,295" (11,66mm por 7,49mm)
- ‘‘Apertura de proyector: 0,459 por 0,242" (11,66mm por 6,15mm)
- 1 perforación por cuadro (puede ser también doble perforación, una de cada lado)